# 청주 곽훈 효자비
청주 곽훈 효자비(淸原 郭壎 孝子碑)는 충청북도 청주시 청원구 오창읍 오창호수공원에 있는 조선시대의 효자비이다. 2008년 8월 1일 충청북도의 문화재자료 제65호로 지정되었다.

## 개요
조선 선조 14년(1581)에 곽훈의 효행을 기리어 세운 비석이다. 『동국신속삼강행실(東國新續三綱行實)』에 의하면 곽훈(郭壎)은 집이 가난하였으나 벼슬을 구하지 않고 어머니가 죽은 후 여막에서 지내는데 감천(甘泉)이 저절로 솟아 나왔고 미채(美菜)가 섞여 났으며 범이 나와 낯익어 벗이 되고 의승(義僧)이 와서 지켜 주었다. 삼년상을 마치고 돌아가려할 때 중도 범도 간곳이 없고 샘물도 또한 말라 버렸다. 이 사실은 持平 金忠甲 등 수백인의 글로서 宣祖에 상달됨으로써 旌表되었다고 한다. 『동국신속삼강행실』에 수록된 곽훈의 효자비로서 학술적 문화적 가치가 매우 크다. 그러나 비석은 거의 방치되어 있는 상태이다.
본래 양청리 호암저수지의 안쪽 가장자리의 경작지에 위치하였는데, 오창과학단지가 조성되면서 지금의 중앙공원 동쪽 끝 생태 이동통로 교량 아래, 호수공원 남동쪽에 옮겨져 있다. 본래는 거친 화강암을 그대로 홈을 파서 비석을 세운 지대석이 있었으나 지금은 땅속에 파묻혔는지 보이지 않는다. 비신은 고운 암질의 화강석으로 조성하였다. 비신 위에 덮은 개석은 팔작지붕형태로 밑면에 홈을 파서 비신 위에 꽂았는데 풍화가 심한 상태이다. 비의 전면에 큰 글씨로 “孝子學生郭壎之里 (효자로 인정된 학생 곽훈의 마을)”라 새겼으며, 뒷면에는 “字君應事在新增三綱行實 萬曆辛巳十月日立”이라 새겨져 있다.
곽훈은 청주곽씨로서 시조인 곽상의 20세손이고, 청원군 오창읍 양청리 회암 마을에서 태어나 살다가 죽었으며, 그의 아버지는 영형(英衡)으로 군수 벼슬을 하였고, 곽훈은 벼슬을 하지 않았으나 효행으로 명정된 후 예조참판으로 증직되었다.
조선시대 선조 14년(1581년)에 곽훈의 효행을 기리어 세운 비석으로 문헌기록은 찾을 수 없으나, 『동국신속삼강행실도』에 그의 효행사실이 기록되어 있고, 비석의 건립연대도 명확하다. 글씨의 자획이 유려하고 크며, 파임이 깊어 시원한 느낌이다. 가첨석과는 달리 비신은 거의 손상이 없다.
곽훈의 묘소가 마을 뒷산에 있었는데, 오창과학산업단지 건설로 인하여 어디로 이장하였는지 또는 무연고 분묘로 처리되어 없어졌는지 확인되지 않았다.
현재 그의 직계 후손은 알 수 없고, 청주곽씨 종친회의 대표는 곽노언(충남 아산시 송악면 평촌리 454번지)씨이다.

## 참고 자료
- 청주 곽훈 효자비 - 국가유산청 국가유산포털